# 一箕古墳群
一箕古墳群（いっきこふんぐん）は、福島県会津若松市一箕町にある古墳群である。山頂に築かれた三基の大型前方後円墳を中心に構成されている。築造年代は、4世紀前半から5世紀にかけてであり、東北地方を代表する古墳時代前期の古墳群である。

## 主な古墳
- 会津大塚山古墳
- 堂ヶ作山古墳
- 飯盛山古墳

この他、多数の円墳群と横穴墓群が確認されている。